# Gałków Duży
Gałków Duży – wieś w Polsce położona w województwie łódzkim, w powiecie łódzkim wschodnim, w gminie Koluszki.
Za Królestwa Polskiego istniała gmina Gałków. Do 1954 roku siedziba gminy Gałkówek. W latach 1954–1972 wieś należała i była siedzibą władz gromady Gałków Duży. W latach 1975–1998 miejscowość administracyjnie należała do województwa piotrkowskiego.